# 蘇拉克 (諾索夫卡區)
50°57′59″N 31°45′22″E / 50.96639°N 31.75611°E
蘇拉克（烏克蘭語：Сулак），是烏克蘭北部的村莊，隸屬切爾尼希夫州的尼任區。該村始建於1600年，面積0.07平方公里，海拔高度120米，2001年人口531，人口密度每平方公里7,375人。